# Danny F II
La Danny F II era una nave adibita a trasporto bestiame, affondata il 17 dicembre 2009 al largo delle coste del Libano.

## Servizio
La nave fu costruita dai cantieri Wärtsilä di Turku nel 1976 con il nome di Don Carlos per la compagnia di navigazione svedese Wallenius, della quale divenne, insieme alla gemella Don Juan, la prima nave interamente adibita al trasporto di autovetture. Nel 1994 fu venduta ad una compagnia di Singapore, rinominata Danny F II e trasformata in una nave per il trasporto di bestiame al Pan-United Shipyard di Singapore. Nel 1995 divenne proprietà della Rachid Fares Enterprise Proprietary, passando alla bandiera liberiana. Nel settembre 1997 la nave fu fermata ad Adelaide per quattro giorni per diversi problemi di sicurezza. Il 16 settembre 2000 la Danny F II soccorse l'equipaggio della Madona, una porta rinfuse inclinatasi pericolosamente per uno spostamento del carico.

## Naufragio
Il 23 novembre 2009 la Danny F II partì da Montevideo (Uruguay) con a bordo 83 persone e quasi 30.000 capi di bestiame (10.224 pecore e 17.932 bovini), diretta verso il porto di Tartus, in Siria. 
Nel pomeriggio del 17 dicembre 2009 la nave uscì dal porto di Tripoli (Libano) ed iniziò a navigare con uno sbandamento iniziale di circa 35 gradi, dovuto alle operazioni di lavaggio delle stive animali. Lo sbandamento continuò a progredire senza controllo e, quando la Danny F II fu sorpresa da avverse condizioni meteo, la nave si capovolse e affondò in circa 70 minuti a circa 11 miglia da Tripoli, dopo aver mandato un segnale di SOS alle 15:55 del pomeriggio. I soccorsi, effettuati dalle navi appartenenti al CTF 448 di UNIFIL, sotto il comando italiano del Contrammiraglio Paolo Sandalli che a bordo della Nave Zeffiro della M.M. italiana diresse le operazioni, furono resi difficili dalle avverse condizioni meteo, ma permisero di portare in salvo 40 degli 83 uomini a bordo. Al termine delle operazioni di Search and Reascue, 32 persone rimanevano ancora disperse..